# 小花远志黄堇
小花远志黄堇（学名：Corydalis polygalina var. micrantha）为罂粟科紫堇属下的一个变种。

## 扩展阅读
- 維基物種上的相關：小花远志黄堇